# Пасифик Ф1
Пасифик Ф1 Рейсинг е отбор от Формула 1 от Великобритания. Отборът се състезава през сезоните 1994 и 1995 г. в 33 състезания.

## Преди Формула 1
Отбора е създаден от бившия механик Кейт Уигинс през 1984 и се състезава в Европейската Формула Форд с норвежкия пилот Харалд Хуизман, а спонсор е цигарената компания Марлборо. В този отбор са пилоти като Бертран Гашо, Джей Джей Лехто, Дейвид Култард както и много други пилоти.

## Формула 1
Отборът започва участието си във Формула 1 заедно със Симтек през 1994. Годината обаче е разочороваща за пилотите Пол Белмондо и белгиеца Бертран Гашо и за тест-пилота на отбора Оливие Гавин. Болида PR01, създаден през предходната година претърпява провал, като в 11 от общо 16 състезания не се класират за състезанието. Причината е шасито и бавния двигател на Илмор 3.5 литров V10. Не записват точки за сезона.
През 1995 отбора закупува отказалия през сезон 1994 отбор на Лотус като на предното крило на двете страни стои логото на Лотус, а пълното име е Пасифик Тййм Лотус. Добрите новини е че новия PR02 може да се бори за по-челно класиране. Белмондо е заменен от италианеца Андреа Монтермини. Нямат късмет само в първата част от сезона, Гашо е замененен от Джовани Лаваги и швейцареца Жан-Дени Делетра. По-късно белгиеца се завръща за последните три състезания. Отборът постига най-добрите си резултати 8-о място за Големите награди на Германия и на Австралия.
Отборът не е включен през следващия сезон и продължава да се състезава във Формула 3000.